# Адрастея (нимфа)
Адрастея (др.-греч. Ἀδράστεια, «Неотвратимая») — в древнегреческой мифологии нимфа, вскормившая младенца Зевса.
Дочь Мелиссея и Амалфеи, либо дочь Океана.
Подарила Зевсу игрушку — мяч.
В честь Адрастеи назван астероид (239) Адрастея, открытый в 1884 году, а также спутник Юпитера Адрастея, открытый в 1979 году.